# 米歇尔·费里斯
米歇尔·费里斯（英語：Michelle Ferris，1976年9月24日—），澳大利亚女子自行车运动员。她曾代表澳大利亚参加1996年和2000年夏季奥林匹克运动会自行车比赛，共获得二枚银牌。